# Vennerkammer

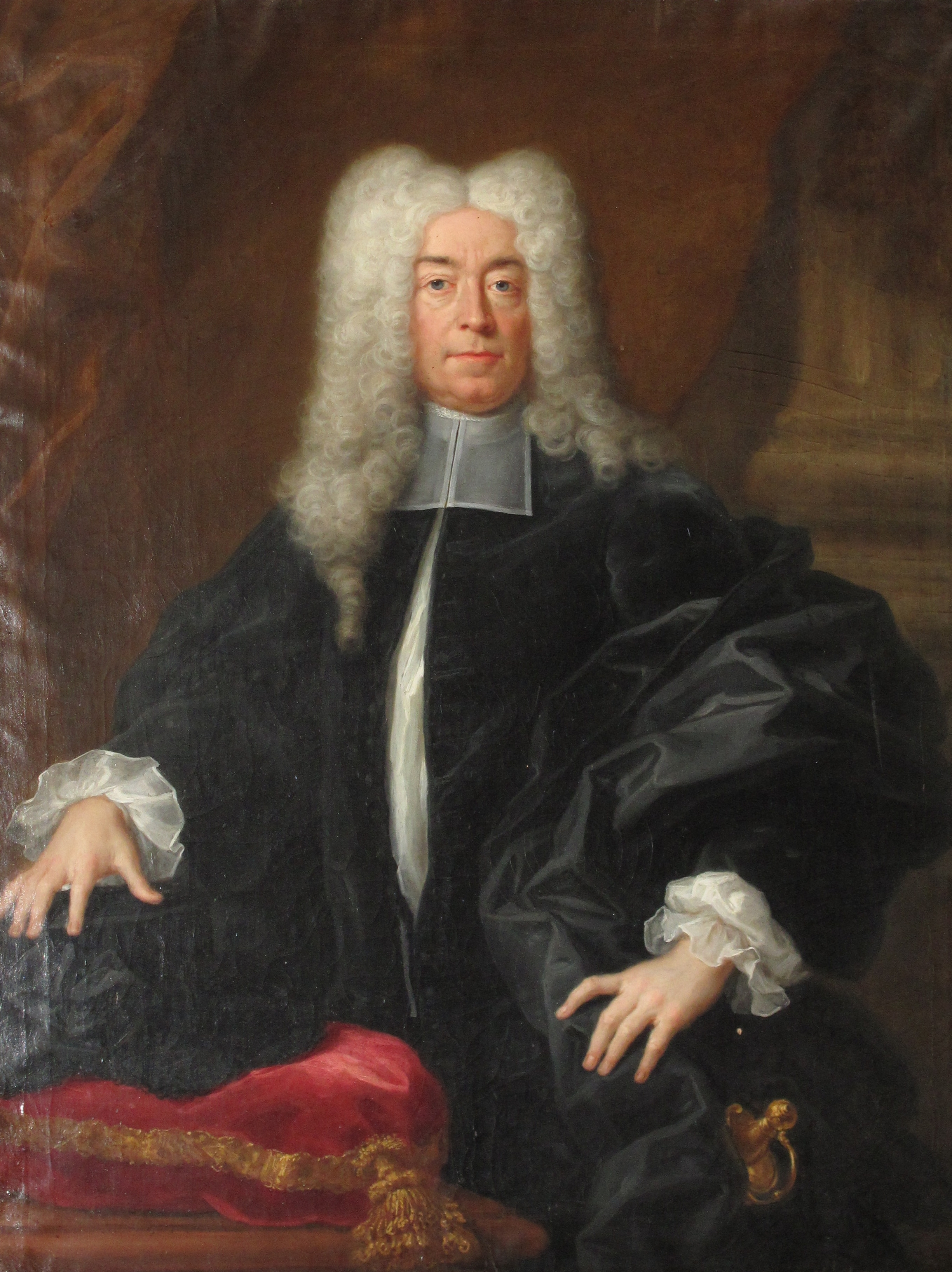
Johann Frisching, Venner zu Metzgern (1726)

Die Vennerkammer war ein Ausschuss des Kleinen Rats der Stadt und Republik Bern.
Unter dem Vorsitz des Deutschseckelmeisters bildeten die vier Venner die deutsche Vennerkammer (Finanzkommission), unter dem Welschseckelmeister die welsche Vennerkammer.  Die Kammer besass weit reichende Kompetenzen, nicht nur in finanzieller Hinsicht. Sie erstellte staatsrechtliche Gutachten, beriet lehensrechtliche Streitigkeiten und wählte die bernischen Gesandtschaften. 

## Archiv
- Archiv der Vennerkammer und Seckelschreiberei, Staatsarchiv des Kantons Bern, B VII 1–445.